# Manuel (Pang i bygget)
Manuel är en roll i TV-serien Pang i bygget (Fawlty Towers) som spelades av Andrew Sachs.

## Personlighet
Manuel är en kypare från Barcelona som Basil Fawlty anställt för att han är billig. Basil säger sig ha läst spanska ("men inte den märkliga dialekt han talar") men trots det uppstår ständiga kommunikationsproblem. Basil ursäktar ständigt Manuel med frasen "He's from Barcelona".
Manuel är ganska usel på engelska och hans vanligaste replik är "Que?", detta jämte det faktum att han verkar ganska förvirrad och inte alltför klipsk. Han är emellertid mycket lojal trots ständiga påhopp från Basil (verbala och fysiska). Manuel verkar rentav hysa en viss tillgivenhet mot sin arbetsgivare och håller vid ett tillfälle tacktal till denne (i "The Wedding Party") och har även döpt sin tama råtta efter Basil. Servitrisen Polly är emellertid hans beskyddarinna gentemot Basil och kan även tala spanska. Precis som Polly ställer Manuel lojalt upp på de mest absurda saker för att rädda Basil ur märkliga situationer.